# يواخيم فرانك
يواخيم فرانك (بالألمانية: Joachim Frank) هو عالم ألماني في مجال الفيزياء الحيوية، من مواليد 12 سبتمبر/أيلول 1940، ويعمل في الولايات المتحدة في جامعة كولومبيا.
حصل يواخيم فرانك بمرافقة جاك دوبوشيه وريتشارد هندرسون على جائزة نوبل في الكيمياء سنة 2017 لأبحاثهم في تطوير مجهر إلكتروني فائق البرودة لتحديد بنية الجزيئات الحيوية في المحلول باستبانة ودقة عالية.

## اقرأ أيضاً
- جائزة نوبل في الكيمياء

## روابط خارجية
- يواخيم فرانك على موقع الموسوعة البريطانية (الإنجليزية)
- يواخيم فرانك على موقع مونزينجر (الألمانية)
- يواخيم فرانك على موقع ميوزك برينز (الإنجليزية)